# Delphinium polozhiae
Delphinium polozhiae är en ranunkelväxtart som beskrevs av A.L.Ebel. Delphinium polozhiae ingår i släktet storriddarsporrar, och familjen ranunkelväxter. Inga underarter finns listade i Catalogue of Life.